# シュガーランド・スペースカウボーイズ
シュガーランド・スペースカウボーイズ（Sugar Land Space Cowboys）は、アメリカ合衆国テキサス州シュガーランドのコンステレーション・フィールドを本拠地とするプロ野球チーム。マイナーリーグベースボール（以下：MiLB）のAAA級パシフィックコーストリーグ東地区に所属する。メジャーリーグベースボール（以下：MLB）のヒューストン・アストロズ傘下チームである。
2020年まではプロ野球独立リーグのアトランティックリーグ（フリーダム・ディビジョン）に所属していた。

## 歴史

### 独立リーグ時代
2010年にシュガーランド・スキーターズ（Sugar Land Skeeters）として創設され、2012年から独立リーグのアトランティックリーグに加盟した。
2016年と2018年にリーグ優勝を果たしている。

### アストロズ傘下時代
2020年11月、2021年シーズンからヒューストン・アストロズの傘下AAA球団として活動していくことを発表した。
2021年4月20日、アストロズによる買収がシュガーランド市議会に正式承認され、少なくとも2045年まではアストロズ傘下球団として現本拠地で活動していくことが決定した。
2022年1月29日にチーム名をシュガーランド・スペースカウボーイズに変更した。同年8月19日に行われたドジャース傘下3Aオクラホマシティとの試合で、6回裏に打者23人が4人の投手から10安打10四死球で1イニング17得点を奪う猛攻を見せ、21-4で大勝した。

## 所属選手
| 投手 - 41 ジョナサン・バミューデス (Jonathan Bermudez) - 64 ブランドン・ビーラック (Brandon Bielak) - 25 ハンター・ブラウン (Hunter Brown） - 19 ブレット・コニーン (Brett Conine) - 11 チャド・ドナート (Chad Donato) - 16 ショーン・デュビン (Shawn Dubin) - 14 J.P. フランス (J.P. France) - 84 オースティン・ハンセン (Austin Hansen) - 63 タイラー・アイビー (Tyler Ivey) - 39 ジョシュ・ジェームズ (Josh James) - 36 セス・マルティネス(Seth Martinez) - 94 コリン・マキー (Colin McKee) - 51 アダム・モーガン (Adam Morgan) - 18 ジョン・オルクザック (Jon Olczak) - 48 エノリ・パレデス (Enoli Paredes) - 31 ザック・ロスカップ (Zac Rosscup) - 70 アンドレ・スクラブ (Andre Scrubb) - 67 ハイロ・ソリス (Jairo Solis) - 35 ピーター・ソロモン (Peter Solomon) - 38 ヨハンセ・トーレス (Jojanse Torres) - 60 フォレスト・ウィットリー (Forrest Whitley) | 捕手 - 5 コリー・リー (Korey Lee) - 30 スコット・マネア (Scott Manea) - 2 マイケル・パピアースキー (Michael Papierski) 内野手 - 12 フランクリン・バレト (Franklin Barreto) - 24 アレックス・デゴーティ (Alex De Goti） - 83 エドウィン・ディアス (Edwin Diaz) - 7 デビッド・ヘンズリー (David Hensley) - 33 A.J. リー (AJ Lee) - 13 ペドロ・レオン (Pedro Leon) - 27 ロナルド・ウルダネタ (Ronald Urdaneta) 外野手 - 9 ルイス・ブリンソン (Lewis Brinson) - 21 マーティ・コステス (Marty Costes) - 3 コーリー・ジュークス (Corey Julks) - 23 J.J. マティジェビック (J.J. Matijevic) - 10 アレックス・マッケンナ (Alex McKenna) |
| 2022年4月19日更新 [公式サイト(英語)より：ロースター] | |

## 過去の所属選手
- ロジャー・クレメンス（2012）
- スコット・カズミアー（2012）
- イギー・スアレス (2012、第3回WBC予選コロンビア代表)
- トレイシー・マグレディ（2014、元NBA選手。バスケットボール殿堂入り）
- ラファエル・パルメイロ（2015）
- エクトル・オリベラ（2017）
- 久保康友（2018）
- コートニー・ホーキンス (2018 - 2020)
- マーク・ロウ（2019）